# Theosophische Gesellschaft

Symbol der Theosophischen Gesellschaft

Die Theosophische Gesellschaft ist eine 1875 in New York City gegründete Organisation, die auf der modernen Theosophie Helena Petrovna Blavatskys basiert. Sie hatte beträchtlichen Einfluss auf nachfolgende esoterische Bewegungen.
Von ihrem Selbstanspruch her ist sie Teil einer universalen, geistigen, intellektuellen und ethischen Bewegung, die zu allen Zeitaltern tätig war. Grundlage dieser Bewegung sei eine sogenannte „Universale Bruderschaft“. Diese beruhe darauf, dass in einem anfangs- und endlosen Universum alles Existierende, jede Wesenheit, in seiner fundamentalen Essenz mit einem kosmischen Bewusstsein verwandt und von ihm in allen seinen Teilen belebt und beseelt werde. Damit seien alle Lebewesen als eine unauflösbare Universale Bruderschaft miteinander verbunden.
Im Laufe der Zeit kam es zu zahlreichen Abspaltungen und Neugründungen theosophischer Gesellschaften, die sich teilweise von den ursprünglichen Zielsetzungen immer weiter entfernten.

## Gründung

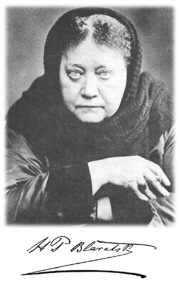
Helena Blavatsky

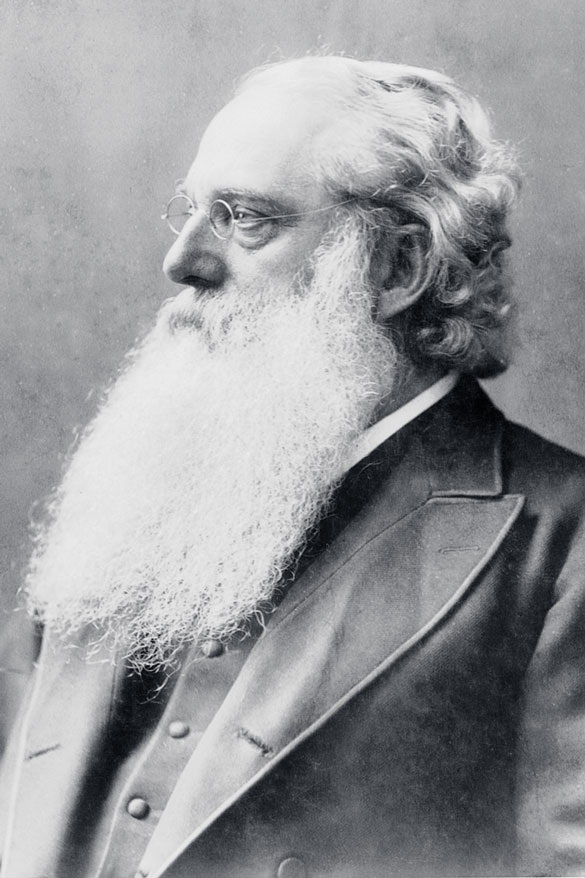
Henry Steel Olcott

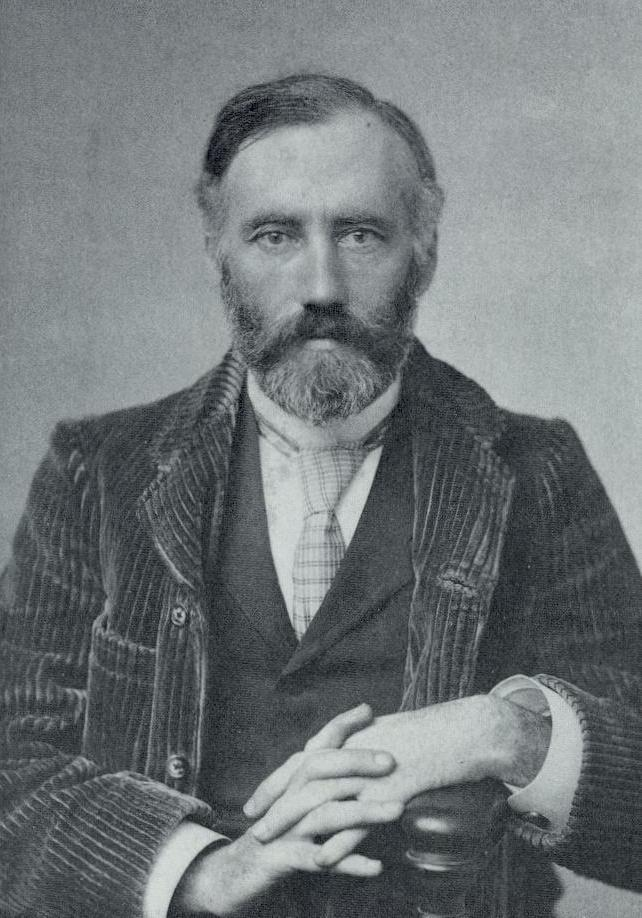
William Quan Judge

Am 17. November 1875 wurde die Theosophische Gesellschaft (TG) u. a. von Helena Petrovna Blavatsky, Henry Steel Olcott und William Quan Judge in New York gegründet. Dazu wurde der einige Wochen zuvor gegründete spiritistische Zirkel Miracle Club (Wunderclub), der sich um das „Medium“ Blavatsky gebildet hatte und dessen Zielsetzung die wissenschaftliche Erforschung spiritistischer Phänomene war, in TG umbenannt. Nach anfänglicher Stagnation konnte sich die Organisation etablieren, Tochtergesellschaften (Logen) ins Leben rufen und verbreitete sich schließlich über die ganze Welt.

### Erforschung spiritistischer Phänomene (Miracle Club)
Blavatsky und Olcott begegneten sich erstmals im Oktober 1874 bei den Eddy Brothers in Chittenden, Vermont, wo sie sich für die in deren Haus auftretenden Spukerscheinungen interessierten. Daraufhin gründeten sie 1875 den Miracle Club, um sich mit Gleichgesinnten der Erforschung spiritistischer Phänomene zu widmen. Diesem Kreis schloss sich der Jurist Judge an. Die Mitgliedertreffen unterlagen der Geheimhaltung. Zu dieser Zeit geriet der Spiritismus wegen zahlreicher Betrugsfälle in Verruf. Als das Club-Mitglied David Dana, der Bruder des Herausgebers der Zeitung The Sun, für seine Dienste mehr Geld verlangte, was Blavatsky strikt verweigerte, begann die Gerüchteküche über sie zu brodeln. Letztlich scheiterte der Miracle Club und Blavatsky und Olcott, die späteren Gründer der TG, begannen sich vom Spiritismus abzugrenzen und andere Theorien und Erklärungen für spiritistische Vorkommnisse aufzustellen.

### Anstoß zur Gründung
Am 7. September 1875 hielt der Ingenieur George Henry Felt in der New Yorker Wohnung Blavatskys vor siebzehn Personen ein Referat über den verschollenen Kanon der Proportionalität von Ägyptern, Griechen und Römern. Felt war überzeugt, den Schlüssel zum Symbolgehalt der geometrischen Figuren und zu verschollenen ägyptischen Weisheiten entdeckt zu haben, in denen man okkultes Geheimwissen vermutete. Er behauptete, mittels unterschiedlicher Hilfsmittel Elementargeister herbeirufen und in materialisierter Form projizieren zu können. Diese Vorstellungen veranlassten Olcott zu dem Vorschlag, eine Nachfolgegesellschaft des Miracle Club zu gründen, um solche Dinge zu erforschen. Blavatsky und Jugde signalisierten Zustimmung, woraufhin die Gründung einer Gesellschaft zur Untersuchung der geheimen, zugrunde liegenden Naturgesetze, die den Chaldäern und Ägyptern vermeintlich noch vertraut waren, in Angriff zu nehmen.

### Die Gründung

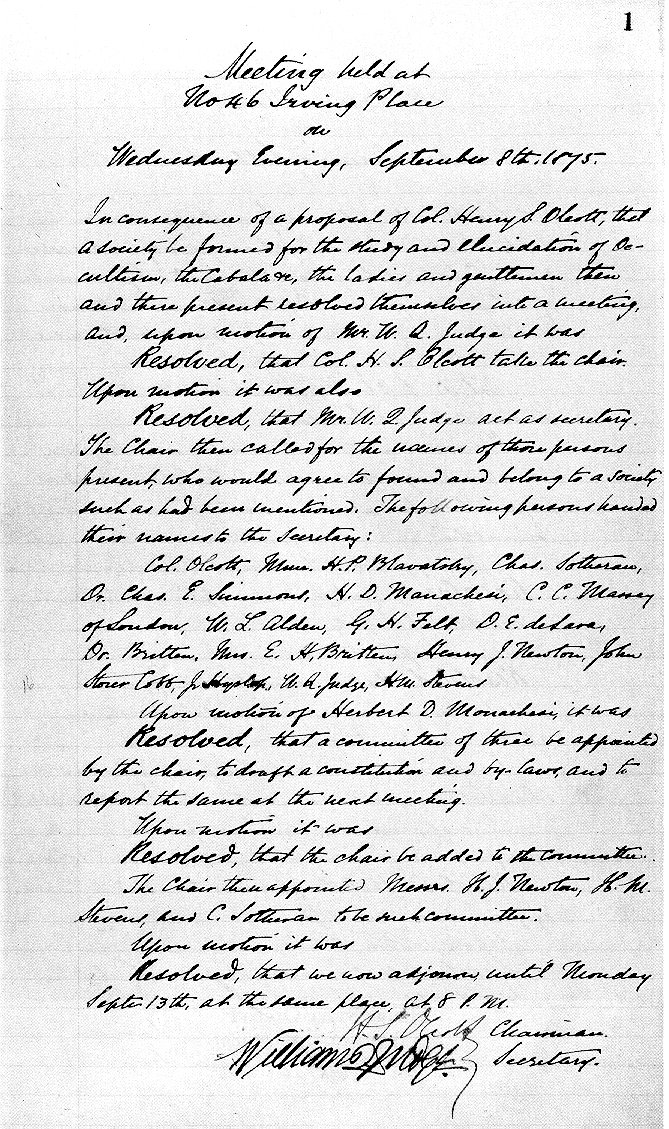
Gründungsprotokoll 1875

Am 8. September 1875 traf man sich erneut, um die Gründung einer Gesellschaft zum Studium und zur Erklärung des Okkultismus, der Kabbala usw. zu beschließen. Zu den Gründungsmitgliedern gehörten Blavatsky, Olcott, Judge, Felt, das Ehepaar Britten, Charles Sotheran, Charles E. Simmons, H. D. Monachesi, Charles Carleton Massey, William Livingston Alden, D. E. de Lara, Henry Jotham Newton, John Storer Cobb, James Hervey Hyslop und H. M. Stevens. Die Anwesenden besprachen erste Details, darunter auch die Ausrichtung der zu gründenden Gesellschaft. Als Name standen Ägyptologische, Hermetische oder Rosenkreuzerische Gesellschaft zur Disposition. Schließlich einigte man sich auf The Theosophical Society (Theosophische Gesellschaft), da die Bezeichnung „theosophy“ (altgriechisch ‚Göttliche Weisheit‘) mit der Suche nach esoterischer Wahrheit und dem Streben nach wissenschaftlicher Erforschung des Okkulten vereinbar war.
Am 30. Oktober 1875 wurden die Satzungen verlesen und mit dem Vorbehalt angenommen, dass die Präambel noch von Olcott, Sotheran und Cobb revidiert werden sollte. Es wurden Vorstand und Beisitzer gewählt. Olcott wurde Präsident, Judge Rechtsbeistand und Blavatsky zur korrespondierenden Sekretärin ernannt.
Am 17. November 1875 fand in der Mott Memorial Hall in der Madison Avenue eine zeremonielle Feier anlässlich der TG-Gründung statt und Olcott dozierte über die Ziele der TG. 1876 erklärte sich die TG zur Geheimgesellschaft.

## Drei Ziele
Die zunächst am praktischen Okkultismus interessierten Mitglieder der 1875 gegründeten Theosophischen Gesellschaft formulierten drei Ziele:

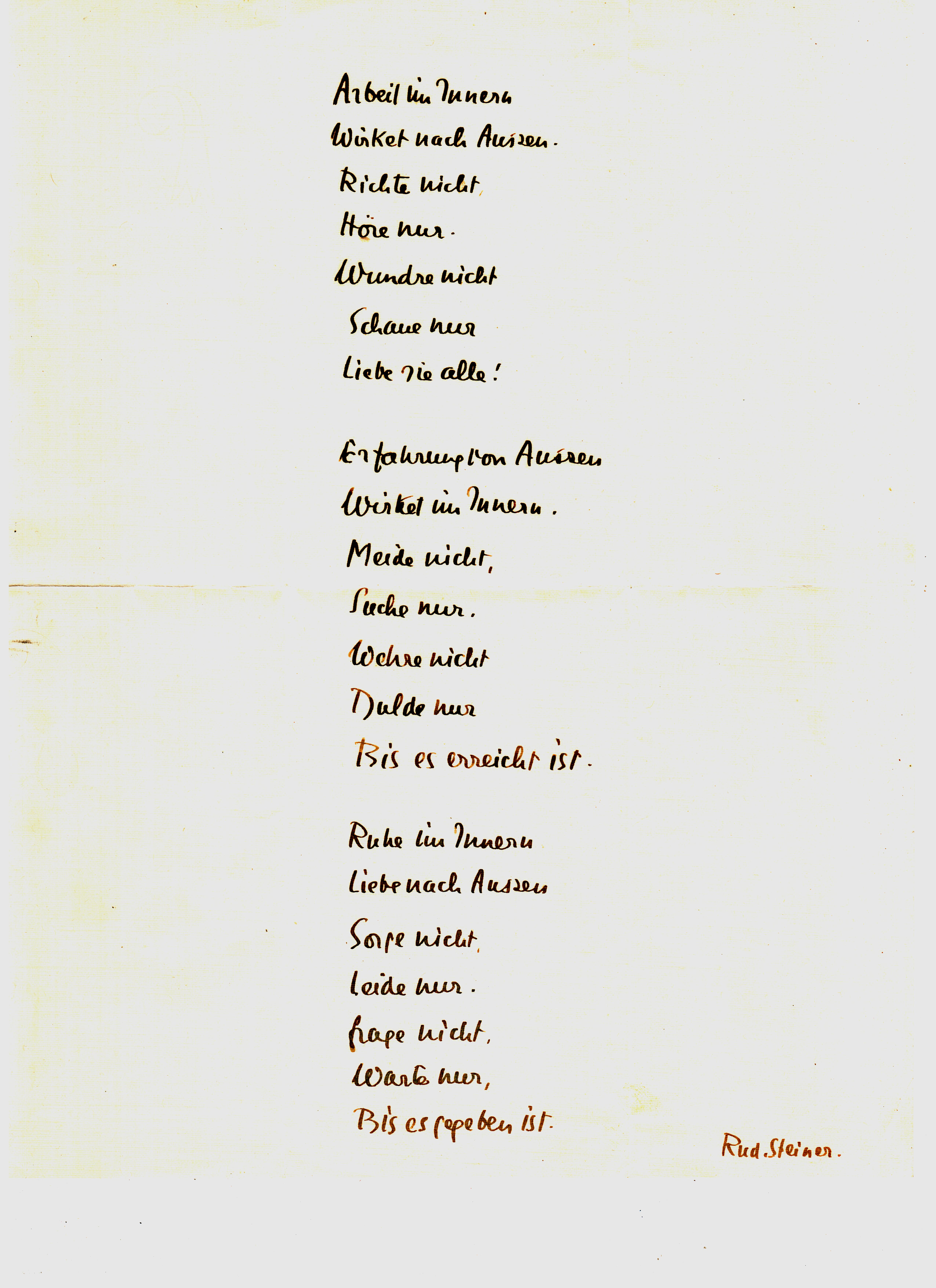
Rudolf Steiner – Bis es gegeben ist

„1. den Kern einer universellen Bruderschaft der Menschheit zu bilden, ohne Unterschied von Herkunft, Glaube, Geschlecht und Hautfarbe;

 2. zum Studium der vergleichenden Religionswissenschaft, Philosophie und Naturwissenschaften anzuregen;

 3. ungeklärte Naturgesetze und die im Menschen verborgenen Kräfte zu erforschen.“

Das in der Präambel der TG-Satzung formulierte Postulat lautete: 

„Was auch immer die persönliche Ansicht der Mitglieder sei, hat unsere Gesellschaft keine allgemeingültigen Dogmen, keine Glaubensbekenntnisse, die sie zu verbreiten gedenkt. Sie ist nicht Schisma des Spiritismus noch Gegner oder Verbündeter einer, wie auch immer gearteten, sektenähnlichen oder philosophischen Bewegung. Ihr einziger Grundsatz ist die Omnipotenz der Wahrheit, ihr einziges Glaubensbekenntnis deren Entdeckung und Verbreitung.“

Die im Oktober 1902 als Verein gegründete deutsche Sektion der TG gab sich ein Jahr später eine Satzung, die sich in ihren drei Zielen eng an die Vorlagen der Muttergesellschaft anlehnte. Zusätzlich fügte man in einem vierten Punkt eine Negativliste an:

„4. Die Theosophische Gesellschaft verfolgt weder politische noch soziale Interessen. Sie ist keine Sekte und verlangt von ihren Mitgliedern keinen Glauben an irgend ein Dogma.“

Während man die Distanz zur Politik bis zum Zusammenbruch des Kaiserreichs durchhielt, brach der Glaubensatz der Dogmenfreiheit und der grenzenlosen Toleranz mit der durch die Konsolidierung der Positionen Rudolf Steiners verursachten Krise und der Leadbeater-Affäre schon nach wenigen Jahren zusammen.

## Stagnation
Die anfangs positive Stimmung schlug rasch ins Gegenteil um, in den folgenden Monaten wuchs und gedieh dann auch einzig die Bibliothek der Theosophischen Gesellschaft an okkulter Literatur. Noch vor Jahresende 1875 kam es bereits zu ersten Austritten, die sich in den folgenden Jahren fortsetzten, wodurch auch die Führung einem ständigen Wechsel unterlag. In den Folgejahren bestimmten hauptsächlich Blavatsky, Olcott und Judge die Entwicklung der TG. Die meisten anderen Gründungsmitglieder hatten der Theosophischen Gesellschaft zwischenzeitlich den Rücken gekehrt und gerieten weitgehend in Vergessenheit.
Ein Hauptgrund für die Stagnation war Felt, dessen Versprechen einer öffentlichen Demonstration der magischen Kräfte der Impulsgeber für die Gründung der Theosophischen Gesellschaft gewesen war. Trotz wiederholtem Drängen Olcotts schob Felt seine Vorführung immer wieder hinaus und nahm schließlich auch an den ohnehin recht unregelmäßig stattfindenden Treffen der Theosophen nicht mehr teil. Dies war eine herbe Enttäuschung für viele Mitglieder, war damit doch dem ersten Studium der Geheimwissenschaft ein klarer Misserfolg beschieden. Die Suche nach anderen okkulten „Phänomenen“ erwies sich ebenso als nicht besonders erfolgreich; nur Bagatellen konnten zu Tage gefördert werden. Zusätzlich erschwerend wirkte sich die praktisch völlige Abwesenheit Blavatskys bei den Treffen der TG aus, dies umso mehr, als sie als „Kuriosität“ galt und stets Anziehungspunkt zahlreicher Neugieriger war. Sie hatte mittlerweile ihr erstes Buch Isis entschleiert zu schreiben begonnen und eine rege Korrespondenz mit Interessenten und der Presse in Gang gesetzt; dadurch fand sie keine Zeit für die Theosophen. Judge interessierte sich mehr für die in kleinem Kreis stattfindenden Lehrgespräche Blavatskys als für die TG selbst. So blieb einzig Olcott, der in dieser Zeit die Geschicke der Organisation lenkte, sie vor dem völligen Absinken in die Bedeutungslosigkeit und damit vor dem Zusammenbruch bewahrte.
1876 veranstaltete Olcott die erste öffentliche Feuerbestattung (eines Mitgliedes) in den USA, was ein landesweites Medienecho nach sich zog.
Ende 1876 hatte die TG 85 eingetragene Mitglieder, darunter 17 Frauen.

## Isis entschleiert
Am 29. September 1877 erschien Blavatskys Werk Isis entschleiert. Das Buch erregte die Gemüter zum einen in enthusiastisch zustimmender, aber auch andererseits vernichtend ablehnender Kritik. In der Folge expandierte die TG. Nachdem bereits vorher inoffizielle Logen in Liverpool sowie auf Korfu entstanden waren, gründete Charles Carleton Massey am 27. Juni 1878 mit der London Lodge eine „offizielle“ Zweigstelle der Theosophischen Gesellschaft, autorisiert durch eine bereits 1876 von Olcott ausgestellte Stiftungsurkunde. 1879 folgte eine Loge im indischen Mumbai und 1882 in Rochester die erste Loge auf amerikanischem Boden.

## Annäherung an den Neohinduismus und Umbenennung
In der Zwischenzeit suchte die TG die Nähe zum Neohinduismus. Dazu siedelten Blavatsky und Olcott 1878 nach Indien über, um sich um eine Angliederung der TG an die hinduistische Reformbewegung Arya Samaj zu bemühen. Der Zusammenschluss scheiterte.

### Programmatik
Im Jahre 1878 nannte sich die TG zeitweilig Theosophical Society of the Arya Samaj. Nachdem dieser Impuls verklungen war, schärften die Theosophen ihr weltanschauliches Profil. Im Mai 1878 wurde aus der Beschäftigung mit orientalischer Literatur und Philosophie Praxis. Blavatsky und Olcott wanderten nach Indien aus. 1879 wurde die Zeitschrift The Theosophist gegründet. 1880 traten beide zum Buddhismus über. 1882 wurde im südindischen Adyar nahe Madras das TG-Hauptquartier errichtet. Nun wurde nach Lehrern mit Meditationswissen Ausschau gehalten. Der Erwerb okkulter Kräfte mit Kundalini-Yoga wurde erwogen. Bengalische Theosophen beschäftigten sich mit Tantrismus. Andere zogen Raja-Yoga vor. Letztlich erwies sich die Hoffnung, in Indien auf eine Guru-Kultur zu treffen, als Trugbild. Europäische Theosophen standen dieser orientalischen Sinnsuche zwiespältig gegenüber. Als der Journalist Percy Sinnett auf der Basis von Briefen geheimer Meister, den Mahatmabriefen, das Buch Esoteric Buddhism (Geheimbuddhismus) veröffentlichte und darauf beharrte, dass es das Fundament der Theosophie bilde, kam es zu massiven Auseinandersetzungen, weil alle Theosophen wussten, dass er quasi als Sprachrohr Blavatskys fungierte.

### Coulomb-Affäre
1884 lösten ehemalige Bedienstete Blavatskys, das Ehepaar Coulomb, die Coulomb-Affäre aus, als sie behaupteten, Blavatsky habe die Meisterbriefe selbst geschrieben. Die erneut dem Vorwurf spiritistischen Betrugs ausgesetzte Blavatsky war ohne Macht und Einfluss in den eigenen Reihen nicht mehr zu halten und verließ Indien im Frühjahr 1885 für immer. Olcott blieb als Präsident in Indien und leitete die TG faktisch allein. Im Dezember 1885 erschien der Hodgson Report, der zu dem Ergebnis kam, dass Blavatsky eine Betrügerin und Fälscherin sei, was einen Mitgliederschwund auslöste. Die frisch gegründete deutsche Sektion löste sich wieder auf und die TG stand zehn Jahre nach ihrer Gründung vor dem Aus.

### DieGeheimlehre
Blavatsky verließ Indien und siedelte sich zunächst in Würzburg, dann in London an. Hier verfasste sie ihr zweibändiges Werk The Secret Doctrine, the Synthesis of Science, Religion and Philosophy (deutsch: Die Geheimlehre. Die Vereinigung von Wissenschaft, Religion und Philosophie). In der Form eines Kommentars zum alt-tibetischen Buch des Dzyan, das von mehreren Kommentatoren für eine Fiktion Blavatskys gehalten wird, entfaltete sie eine großangelegte Kosmogonie: Die Evolution unseres Sonnensystems laufe demnach in sieben „Weltenketten“ ab, bei denen die „Lebenswoge“ von einem Planeten zum anderen übergehe. Auf jedem Planeten würden sieben Globalrunden durchlaufen, die ihrerseits in sieben nacheinander und unabhängig voneinander entstehenden Wurzelrassen gegliedert seien. Diese seien durch das Gesetz des Karma und einen Reinkarnationsmechanismus miteinander verbunden. Der Gang der Menschheit durch diese sieben Rassen wird neognostisch als Sturz des göttlichen Logos in die Materie und seine schrittweise Rückkehr in die reine Geistigkeit gedeutet. Die Menschheit ihrer Gegenwart lebt nach Blavatsky in der fünften Wurzelrasse, den Ariern, die bereits durch zunehmende Spiritualität gekennzeichnet sei; ältere Wurzelrassen seien zum Aussterben verurteilt. Mit diesem Konzept wandte sich Blavatsky sowohl gegen das Christentum, dessen Vorstellung einer Creatio ex nihilo sie entschieden ablehnte, als auch gegen den Materialismus, den sie vor allem in der Evolutionstheorie und im Monismus kritisierte. Charles Darwins Entdeckung der Abstammung des Menschen von affenartigen Tieren stellte sie auf den Kopf und behauptete, der Mensch sei die älteste Lebensform auf der Erde; er habe in heutiger Gestalt bereits in der Kreidezeit existiert. Die Menschenaffen seien aus der geschlechtlichen Vereinigung degenerierter Menschenrassen mit „weiblichen Tierungeheuern“ entstanden.

### Spaltungen
Skandale und Schwindeleien führten zur Spaltung der Theosophischen Gesellschaft in die 1895 gegründete fast ausschließlich im Zeichen des Spiritismus stehende Theosophische Gesellschaft in Amerika (TG-Pasadena) und die Theosophische Gesellschaft Adyar (Adyar-TG), die zahlreiche Wandlungen in ihren Doktrinen durchmachte. Die jeweils gültigen Ziele der Adyar-TG werden von einem geheimen inneren Kreis geplant und beschlossen.
Streitigkeiten um die Besetzung der zu vergebenden Ämter führten zu zahlreichen weiteren Spaltungen und zu vermehrten Neugründungen von Theosophischen Gesellschaften, die sich mitunter von den ursprünglichen Zielsetzungen immer weiter entfernten, jedoch stets von sich behaupteten die einzig richtige und wahre Theosophie zu vertreten.
Die Gründe für diese Abspaltungen seien vor allem die Hinwendung der Adyar-TG zum Hinduismus unter der neuen Präsidentin Annie Besant seit 1907 und besonders die Verehrung Jiddu Krishnamurtis als wiedergeborener Christus und kommenden Weltlehrer im Order of the Star in the East, die mit seiner Entdeckung durch Charles W. Leadbeater im Jahre 1909 einsetzte. Krishnamurti distanzierte sich zusehends von der autoritären Struktur der TG. Am 3. August 1929 gab er seinen Verzicht auf die für ihn vorgesehene Rolle des Messias bekannt, trennte sich von der TG und löste den Order of the Star auf.
Zunächst setzte sich jedoch die asiatische TG-Fraktion durch, nachdem Anna Kingsford 1888 verstarb, die 1884 in London eine hermetische Loge zur Pflege der europäischen Weisheitstrationen gegründet und dafür plädiert hatte, das Christentum als Gipfel der Religionsgeschichte zu betrachten. Während des Ersten Weltkriegs instrumentalisierten Besant und Leadbeater die von ihnen weiterentwickelten Wurzelrassenlehre und stilisierten die Mittelmächte als „Mächte der Finsternis“, die von den „Mächten des Lichts“ (das heißt, der Entente) niedergerungen werden müssten. Deren Sieg sei die Voraussetzung für die Heraufkunft des neuen „Weltenlehrers“. Dieses Abrücken von der Programmatik der universalen Bruderschaft aller Menschen löste bei den Theosophen Deutschlands und Österreichs rassistisch-kulturimperialistische Gegenentwürfe aus und vertiefte die Spaltung der theosophischen Bewegung.
Eine besonders in den USA wirkende Abspaltung ist die von Alice Bailey gegründete bis heute aktive Arkan-Schule, deren Ziel das Erkennen der individuellen Karma-Bilanz sei. Als Reaktion auf die Streitigkeiten der einzelnen theosophischen Lager gründete Robert Crosby 1919 die United Lodge.

## Entwicklung der deutschen theosophischen Gesellschaften
Die erste Theosophische Gesellschaft in Deutschland wurde 1879 von Wiesendanger in Hamburg gegründet (Loge Isis). 1884 gründeten Marie Gebhard und Wilhelm Hübbe-Schleiden die Loge Germania in Elberfeld.
Franz Hartmann hielt am Grundsatzprogramm der TG von 1875 fest und gründete 1896 die Theosophische Gesellschaft in Deutschland (TGD) (als Zweig der TG-Pasadena (Tingley-Gruppe)). 1896 vereinigte Hartmann als Präsident der TGD acht theosophische Logen. Doch schon nach kurzer Zeit kam es aufgrund persönlicher und ideologischer Richtungskämpfe innerhalb der internationalen theosophischen Bewegung zu einem Bruch. Hartmann kritisierte an der Wandlung der ursprünglichen Lehre Blavatskys durch Besant deren „Orientalisierung“. Für die Theosophie Blavatskys, die Hartmann noch in ihrer ursprünglichen Form vertrat, war im Lehrgebäude der Adyar-TG und dessen deutschem Zweig kein Raum mehr. Auch die humanitären Bestrebungen der amerikanischen TG-Pasadena von Katherine Tingley sagten Hartmann nicht mehr zu. So veranlasste er eine weitere Spaltung und gründete am 3. September 1897 die Internationale Theosophische Verbrüderung (I. T. V.). Die Logen der I. T. V. verlegten ihr „Hauptquartier“ 1898 von München nach Leipzig, wo die „Theosophische Buchhandlung“ eingerichtet wurde. Aus der zur Adyar-TG gehörenden Deutschen Sektion der Theosophischen Gesellschaft trat 1913 deren damaliger Sekretär Rudolf Steiner mit seinen zahlreichen Anhängern aus und gründete die Anthroposophische Gesellschaft.

## Radikalisierung der Ziele durch die I. T. V.
Die von Hartmann gegründete I. T. V. verkehrte die ursprünglichen Ziele nachgerade ins Gegenteil. In der neuen Satzung von 1919 nimmt die I. T. V. eine teils offene Distanzierung vom theosophischen Internationalismus vor. Das erste Ziel einer Verbrüderung ohne jeden Unterschied bezüglich Rasse, Nationalität, Glauben, Konfession, Stand und Geschlecht wurde nun gestrichen und erschien erst wieder im Anhang. Im zweiten Ziel wurde das Studium arischer Vorstellungen den westlichen und östlichen vorgeordnet. 1933 erklärte der I.-T.-V.-Vorsitzende Hermann Rudolph, dass der Nationalsozialismus und die Theosophie wesenseins seien und sich nur dem Grade nach unterscheiden: Während der Nationalsozialismus als Hilfsorganisation und Vorstufe der Theosophie die sittliche Erneuerung des Menschen bezwecke, sei das Ziel der Theosophie dessen geistige Wiedergeburt. Am 20. August 1933 wurde im ersten der drei Ziele bzw. Zwecke der Bezug auf Blavatsky und ihre in New York gegründete Theosophische Gesellschaft gestrichen und durch die Aussage ersetzt, man wolle „… der religiösen Einigung des deutschen Volkes und der Menschheit dienen.“ Die Forderung nach einer Verbrüderung nach Unterschiedslosigkeit bezüglich Rasse, Nationalität, Glauben, Konfession, Stand und Geschlecht wurde nun vollständig gestrichen. Auch der Hinweis auf die Philosophien und Wissenschaften des Ostens fehlte nun. Am 1. Oktober 1933 unterzeichneten die drei Funktionsträger der Deutschen Theosophischen Vereinigung ein Positionspapier mit radikalen völkischen Positionen, in dem man sich als Wegweiser und Mitarbeiter der Nationalsozialistischen Bewegung auf geistigem Gebiete bezeichnete: Als neues Ziel wurde darin „… Die religiöse Weltsendung des deutschen Volkes und die religiöse Einigung der arischen Völker und aller Menschen durch die theosophische Verbrüderung“ ausgerufen.

## Verbot 1937
Im Jahr 1937 wurden in Deutschland die theosophischen Gesellschaften aller Richtungen und die entsprechende Literatur von den Nationalsozialisten verboten.

## Siegel

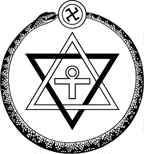
Esoterisches TG-Siegel von 1875

Esoterisches Siegel Adyar, 1881

Die beiden Siegel der Theosophischen Gesellschaft wurden aus dem persönlichen Siegel von Helena Blavatsky entwickelt. Sie symbolisieren den gemeinsamen Ursprung aller heute getrennten Religionen, weisen auf die Ur-Religion hin. Durch Wiedererkennen des gemeinsamen esoterischen Kerns aller exoterischen Religionen, sowie der Zwillingslehre von Karma (Gesetz von Ursache und Wirkung) und Reinkarnation (Gesetz der Wiedergeburt) werden Rassen-, Klassen- und Standesunterschiede relativiert und überwunden.

## Einfluss
Zahlreiche namhafte Künstler, Schriftsteller und Wissenschaftler des ausgehenden 19. Jahrhunderts und beginnenden 20. Jahrhunderts (u. a. James Joyce und Louis Glass) standen in Verbindung mit einer TG oder waren Mitglieder, so dass der Theosophischen Bewegung ein bedeutender Anteil an der Entwicklung des Geisteslebens der damaligen Zeit gegeben werden kann.
Mitgliederzahlen
Neben den TG-Abspaltungen gibt es zahlreiche Gruppierungen im Umfeld der TG, die jedoch wenig Bedeutung haben. Die gegenwärtige Mitgliederzahl der Adyar-Richtung wird auf 40.000, die der Tingley-Richtung auf 2000 und die der United Lodge auf 1000 geschätzt.

## Rezeption
Die TG gilt als Prototyp einer okkulten Gesellschaft, deren unvertraute Denkmuster als Beispiel für Pseudo-Intellektualismus angesehen werden. Die theosophische Denkweise, zahllose nicht-rationale verzerrte Theorien über das Universum zu verbreiten, hatte großen Widerhall gefunden, und die theosophischen Lehrsätze wurden beispielsweise von Heinrich Himmler durchdrungen und adaptiert. So vermischte die TG Hinduismus, Buddhismus und Christentum mit diversen eigenen Ideen zu einem exzentrischen Potpourri, was den Religionswissenschaftler und Historiker Helmut Zander in seiner Studie über die Anthroposophie in Deutschland zu der Aussage veranlasste, es handele sich bei der Theosophie um eine mittlerweile kaum mehr registrierte epochale Zäsur: „Sie war vermutlich die erste nichtchristliche Religionsgründung nach der Antike in Europa.“